# 红旗满族镇
红旗满族镇，是中华人民共和国辽宁省营口市鲅鱼圈区下辖的一个乡镇级行政单位。
该镇本为正蓝旗驻防所在地，1950年代因为政治风潮而改名为红旗镇。

## 行政区划
红旗满族镇下辖以下地区：
西兰旗村、达营村、东冷水村、金冷水村、宋屯村、金屯村、东兰旗村、文屯村、胜台村、隆华村、馒首山村和红旗堡村。